# Ascálabo

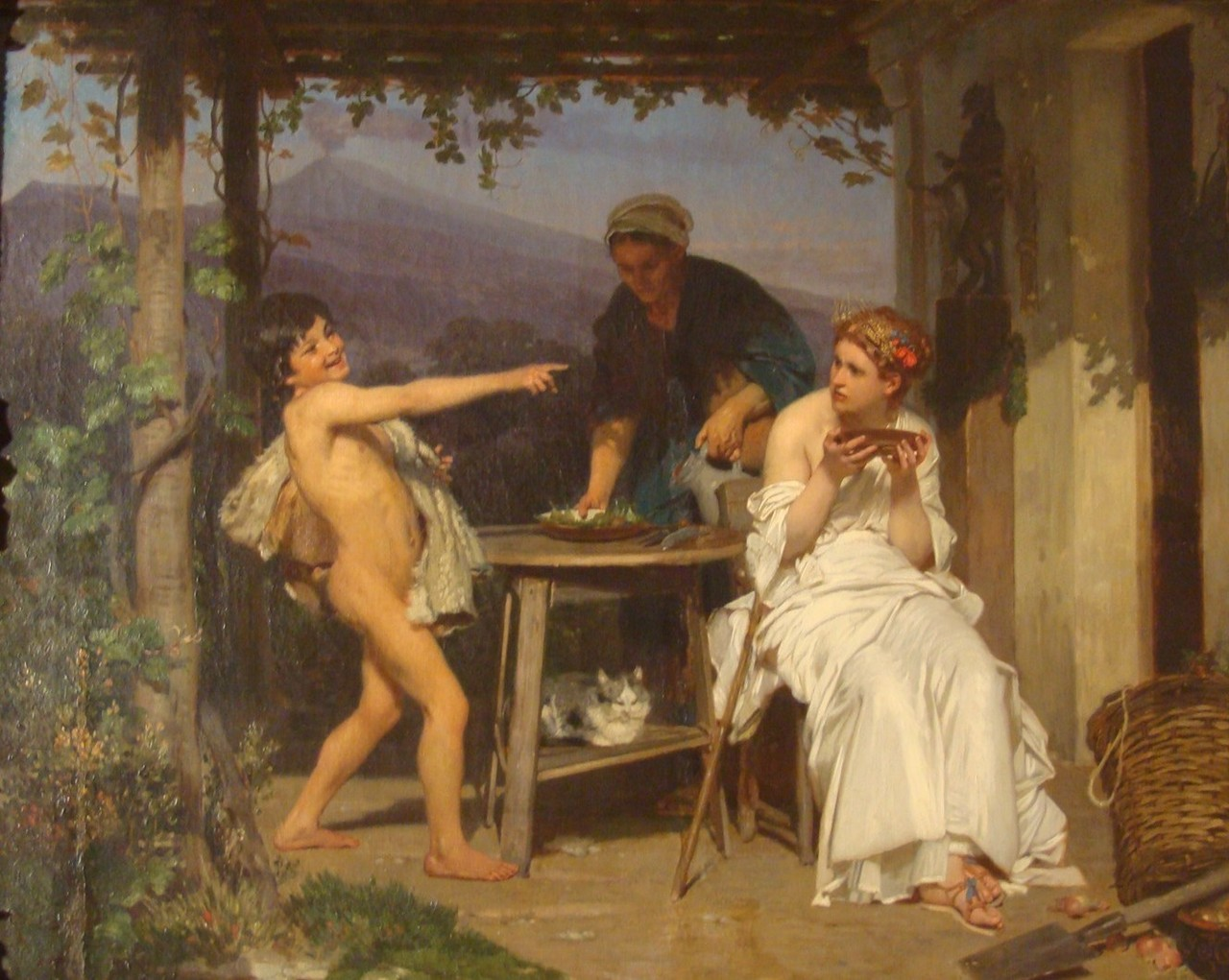
Eugène Ernest Hillemacher: Ceres se burla de Ascalabos, 1877 Deméter se burla de Abas. Escena antigua. Óleo sobre lienzo. Firmado abajo a la izquierda y fechado en 1877.

En la mitología griega, Ascálabo (Ἀσκάλαβος) también conocido en un escolio como Ambas (Ἄμβας) y Abas o Abante (Ἂβας), es un personaje menor vinculado con el mito del vagabundeo de Deméter sobre la tierra en su búsqueda incansable para encontrar a Perséfone. Siendo un muchacho de origen humilde, Ascálafo se atrevió a burlarse de la forma en la que bebía Deméter una jarra fresca de agua con menta y harina de cebada, esto es, el ciceón. Ascálafo, por su osadía, fue metamorfoseado en lagartija o salamanquesa; se trata del estelión (stellio), y de ahí el nombre latino del muchacho, Estelio (Stellio). Era una especie de lagarto pequeño: varias especies, como el Stellio fimbriatus o el Stellio tetradactylus, llevan la raíz de su nombre. 

### Ovidio
En la versión de Las metamorfosis no se cita el nombre del muchacho. Ceres (Deméter), en su búsqueda incansable de su hija Proserpina (Perséfone), no cesaba desde el amanecer hasta el orto. Finalmente, fatigada por el esfuerzo, fue invadida por la sed pero no encontró ninguna fuente cerca. Más adelante y por casualidad descubrió una cabaña de techo de paja y llamó a su humilde puerta. De ella salió una vieja, a juicio de la diosa, y al pedirle agua, esta le ofreció una dulce bebida, migada con polenta tostada. Mientras Ceres bebía, un niño de ojos duros y actitud atrevida se paró ante la diosa, soltó una carcajada y la llamó muerta de hambre. La diosa se sintió ofendida y le arrojó al niño parte de la bebida que aún no había consumido. Su cara quedó empapada de manchas, y los brazos que hace un momento tenía son ahora patas, y también le salió una cola. Ceres encogió al que antes era un niño, hasta dimensiones reducidas, para que su capacidad de hacer daño no sea grande y su tamaño era el de un pequeño lagarto. La anciana, obnubilada, no pudo hacer otra cosa más que entrar en llanto: intentó tocar el reptil, pero este se escapó y buscó un escondrijo. Entonces el reptil tuvo un nombre adecuado a su color y un cuerpo constelado de manchas multicolores.
Ovidio realiza un juego de palabras entre stellio (estelión) y stellatus (constelado, estrellado). 

### Antonino Liberal
Otra versión, basada en la anterior, es ofrecida en la colección de Metamorfosis. Se cuenta que Deméter, cuando recorría errante toda la tierra a la búsqueda de su hija, se detuvo a descansar en el Ática. Misme la recibió en su casa y, como hacía mucho calor le dio de beber agua mezclada con  menta y harina de cebada. Deméter, que estaba sedienta, ingirió la bebida de un solo trago. El hijo de Misme, Ascálabo, al ver esta escena, se echó a reír, y dio la orden de que le trajeran a la diosa un cántaro profundo o una tinaja. Deméter, encolerizada, arrojó sobre el muchacho la bebida que le quedaba. Y Ascálabo se metamorfoseó, quedando convertido en una salamanquesa de cuerpo moteado, odiada por los dioses y por los hombres. Vive en la proximidad de los canales. Y, si alguien causa la muerte de este animal, se hace grato a los ojos de Deméter.

### Variantes relacionadas en otros mitos
- En los Fastos se dice que Deméter, después de visitar muchas ciudades, se detuvo finalmente en Atenas. Allí, cansada de su vagabundeo, se sentó primero en una piedra fría, sin moverse, soportando las noches a la intemperie y los días lluviosos.[5]
- En uno de los Himnos homéricos Deméter se sentó en el pozo Partenio o «Pozo de la muchacha», de donde sacaban el agua los eleusinos.[6] Probablemente el Partenio sea el mismo que el Calícoro.[7]
- Sobre Misme, Antonino es el único autor que le da nombre,[1] pero Ovidio se refiere a ella simplemente como una anciana.[4] Misme parece cumplir el mismo papel que Metanira, pues en otra versión es Metanira quien le da a beber a Deméter una copa de vino dulce, que la propia Deméter rechaza y en cambio solicita beber el ciceón.[6] Como es fama en otras fuentes quienes hospedan a Deméter son Céleo y Metanira, reyes de Eleusis.
- Dice Aristóteles que las mordeduras del estelión son muy dañinas y por eso Antonino liberal alega que este animal es odiado por los hombres.[8]